# Erik Puke
Erik Nilsson Puke († Februar 1437) war der Sohn des schwedischen Reichsrats und Ritters Nils Gustafsson. Das erste Mal wurde er als Beamter seines Vaters erwähnt, der für den Bezirk Korsholms län verantwortlich war. Im Jahr 1435 hatte er den Bezirk Rasbo (Rasbo härad) zum Pfandlehen und war außerdem Befehlshaber auf Schloss Kastelholm. Der Beiname Puke stammt wahrscheinlich vom Cousin seiner Mutter, Erik Kettillson Puke.
Schon sehr zeitig verbündete sich Erik Puke mit dem Anführer des Engelbrekt-Aufstandes, Engelbrekt Engelbrektsson, als dessen engster Vertrauter er ab 1436 galt. Nachdem Engelbrektsson verstorben war, initiierte Erik Puke einen weiteren Aufstand, die so genannte Pukefehde. Der Aufstand breitete sich schnell im Land aus. Besonders in der Region von Närke und Västmanland, wo sich die Bevölkerung schnell hinter Erik Puke stellte. Nach Verhandlungen mit dem Vogt von Dalarna, Hans Mårtensson gelang es Erik Puke, dass ein Bauernheer aus Dalarna gegen Stockholm auszog. König Erik VII. traf sich mit den Aufständischen in Haraker in Västmanland. Es kam trotzdem zu einigen kleineren Zusammenstößen zwischen den Leuten Erik Pukes und denen des Königs in der Schlacht bei Hällaskogen. Nach dieser Schlacht wurde ein Waffenstillstand beschlossen und gleichzeitig wurden Verhandlungen in Västerås anberaumt.
Anstelle einer einvernehmlichen Lösung wurden Hans Mårtensson bei dem Treffen hingerichtet und Erik Puke als Gefangener nach Stockholm überführt. Dort wurde er am Anfang des Februars 1437 ebenfalls hingerichtet.
Erik Puke war verheiratet mit Brigitta Nilsdotter Hammerstaätten und hatte mit dieser den Sohn Gustav Puke.